# Estrela do Norte (kommun i Brasilien, São Paulo)
Estrela do Norte är en kommun i Brasilien.   Den ligger i delstaten São Paulo, i den södra delen av landet, 800 km sydväst om huvudstaden Brasília. Antalet invånare är 2 661. Arean är 263 kvadratkilometer.
Terrängen i Estrela do Norte är platt.
Omgivningarna runt Estrela do Norte är huvudsakligen savann. Runt Estrela do Norte är det mycket glesbefolkat, med 6 invånare per kvadratkilometer.